# 찰스 린드블롬
찰스 에드워드 린드블롬(Charles Edward Lindblom, 1917년 3월 21일 ~ 2018년 1월 30일)은 시카고 대학교 에서 경제학을 공부한 미국 학자였으며 예일 대학교 에서 정치학과 경제학 명예 교수를 지냈다.
린드블롬은 정책 및 의사 결정에서 점증주의 이론의 초기 개발자이자 옹호자 중 한 명이었다. 이러한 관점에서 정책 변화는 대부분의 상황에서 혁명적 이라기보다는 진화적이다 . 그는 산업화 세계의 복지 정책과 노동 조합에 대한 광범위한 연구를 통해 그러한 견해를 갖게 되었다.
동료 예일대 교수인 로버트 A. 달과 함께 린드블럼은 1950년대 후반과 1960년대 초반 정치 엘리트와 거버넌스에 대한 다두제 (또는 다원주의 ) 관점의 옹호자였다. 그 견해에 따르면, 단일한 단일 엘리트가 정부와 사회를 통제하는 것이 아니라 일련의 전문 엘리트들이 통제를 위해 서로 경쟁하고 협상한다는 것이다. 자유 시장 민주주의를 추진하고 번영을 가능하게 하는 것은 정치와 시장 엘리트 간의 평화로운 경쟁과 타협이다.
그러나 린드블롬은 곧 민주적 통치 와 관련하여 다두제의 단점을 깨닫기 시작했다. 특정 엘리트 그룹이 결정적인 이점을 얻고 너무 성공하여 경쟁하는 대신 서로 공모하기 시작하면 다두제는 쉽게 조합주의 또는 과두제 로 변할 수 있다.
그의 가장 잘 알려진 작품인 《정치와 시장》 (1977)에서 린드블롬은 "다두제에서 기업의 특권적인 위치"에 대해 언급한다. 그는 또한 "민주주의 국가에서도 대중은 엘리트가 그들에게 원하는 것만을 엘리트에게 요구하도록 설득된다"는 "순환성" 또는 "통제된 의지"의 개념을 소개한다. 따라서 실제 선택과 경쟁은 제한된다. 더 나쁜 것은 대안 선택의 개발이나 심지어 이에 대한 진지한 토론과 고려조차 사실상 방해된다는 점이다. 예를 들어 미국의 정당은 두 개의 강력한 정당이 거의 완전히 지배하고 있으며 종종 복잡한 문제와 결정을 두 가지 간단한 선택으로 축소한다. 이와 관련하여 매스커뮤니케이션 매체가 과점화되고 있으며, 이는 누가 국가 대화에 참여하고 누가 침묵의 검열을 받는지를 효과적으로 통제한다.
이 작품은 학계의 영역을 넘어 광범위한 비판적 반응을 불러일으켰다. Mobil Corporation은 이를 비난하기 위해 New York Times 에 전면 광고를 게재했다.  이는 이 책이 더 큰 악명을 얻는 데 도움이 되었고, 학문적 저작으로는 보기 드문 뉴욕 타임즈 베스트셀러 목록에 오르는 데 도움이 되었다. 민주적 자본주의와 다두제에 대한 비판과 티토의 유고슬라비아 정치 경제에 대한 겉보기 칭찬으로 인해 린드블럼은 (아마도 예상대로) 서방의 보수 비평가들에 의해 "밀폐 공산주의자"와 "살짝 퍼지는 사회주의자"라는 딱지가 붙었다. 마르크스주의 와 공산주의 비평가들은 그가 충분히 나아가지 못했다고 비난했다.